# Torna a 2016. évi nyári olimpiai játékokon
A 2016. évi nyári olimpiai játékokon a tornában tizennyolc versenyszámot rendeztek a szertorna (14), a ritmikus gimnasztika (2) és a trambulin (2) szakágakban. A versenyszámokat augusztus 6. és 21. között rendezték.

## Összesített éremtáblázat

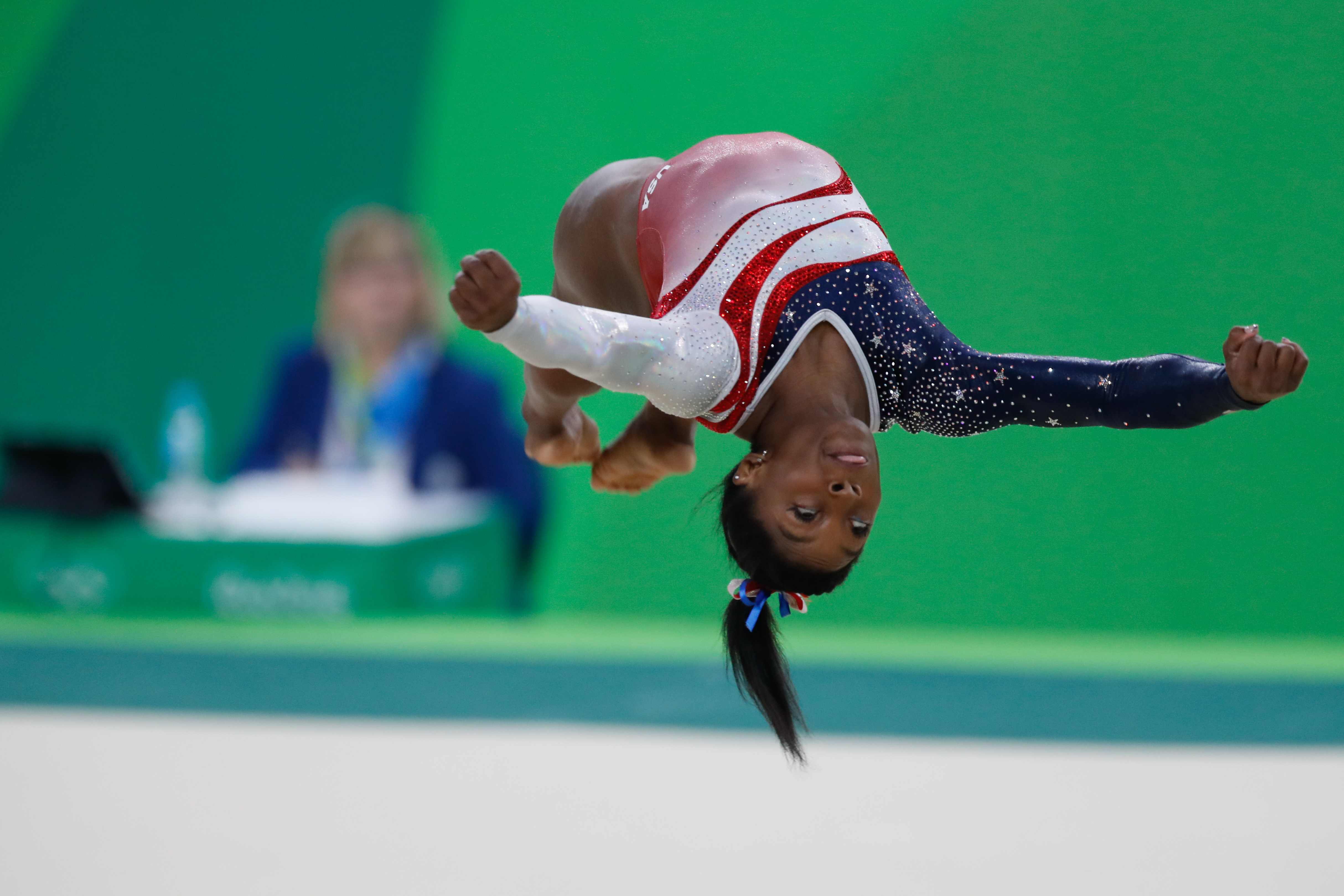
Simone Biles olimpiai bajnok talajgyakorlata közben

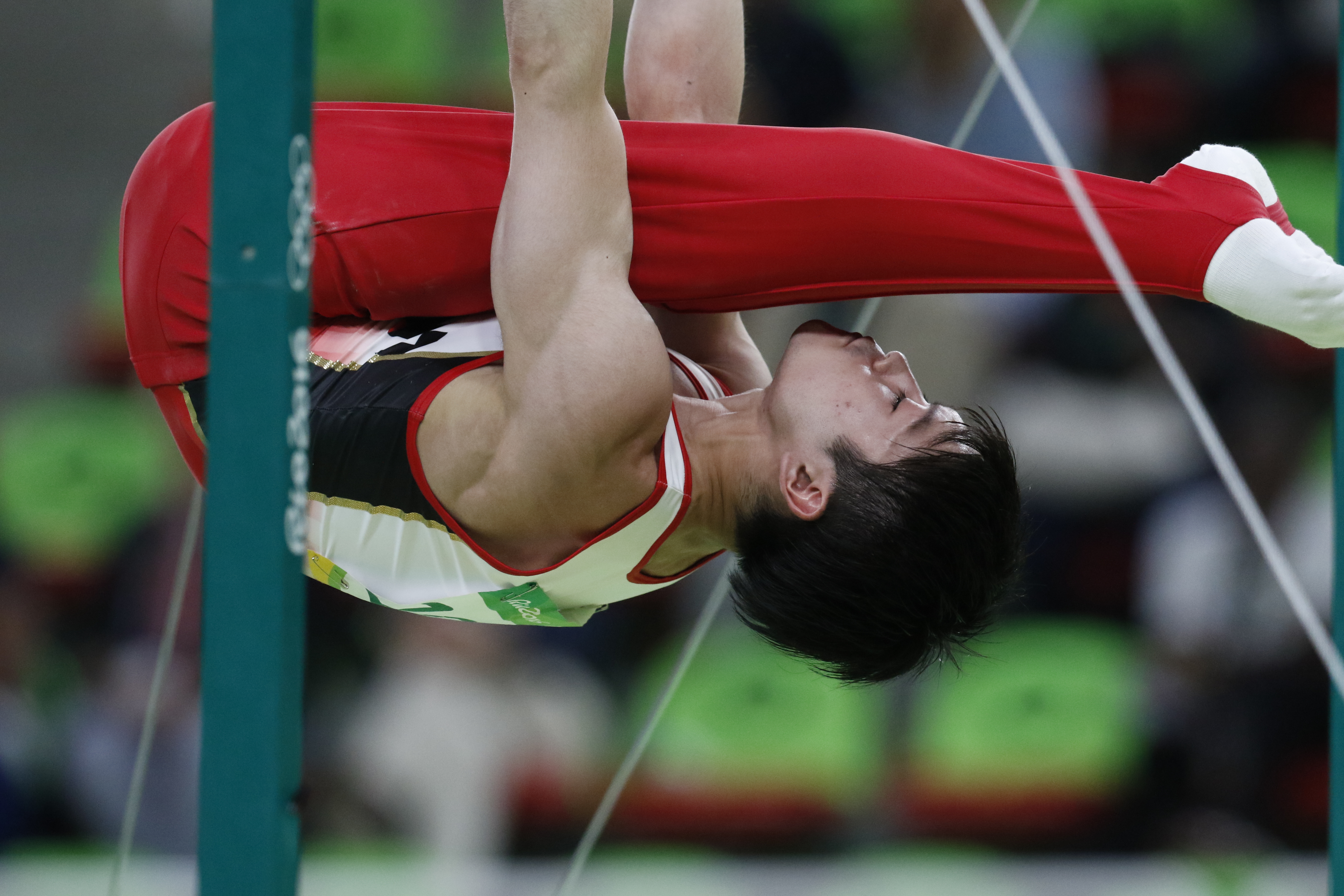
Ucsimura Kóhei, az egyéni összetett bajnoka

(A táblázatokban a rendező ország sportolói eltérő háttérszínnel, az egyes számoszlopok legmagasabb értéke vagy értékei vastagítással kiemelve.)
| A 2016. évi nyári olimpiai játékok éremtáblázata tornában | A 2016. évi nyári olimpiai játékok éremtáblázata tornában | A 2016. évi nyári olimpiai játékok éremtáblázata tornában | A 2016. évi nyári olimpiai játékok éremtáblázata tornában | A 2016. évi nyári olimpiai játékok éremtáblázata tornában | Olimpia  |
| --------------------------------------------------------- | --------------------------------------------------------- | --------------------------------------------------------- | --------------------------------------------------------- | --------------------------------------------------------- | -------- |
|                                                           | Ország                                                    | Arany                                                     | Ezüst                                                     | Bronz                                                     | Összesen |
| 1.                                                        | Egyesült Államok (USA)                                    | 4                                                         | 6                                                         | 2                                                         | 12       |
| 2.                                                        | Oroszország (RUS)                                         | 3                                                         | 5                                                         | 3                                                         | 11       |
| 3.                                                        | Nagy-Britannia (GBR)                                      | 2                                                         | 2                                                         | 3                                                         | 7        |
| 4.                                                        | Japán (JPN)                                               | 2                                                         | 0                                                         | 1                                                         | 3        |
| 5.                                                        | Ukrajna (UKR)                                             | 1                                                         | 1                                                         | 1                                                         | 3        |
| 6.                                                        | Németország (GER)                                         | 1                                                         | 0                                                         | 1                                                         | 2        |
| 7.                                                        | Észak-Korea (PRK)                                         | 1                                                         | 0                                                         | 0                                                         | 1        |
| 7.                                                        | Fehéroroszország (BLR)                                    | 1                                                         | 0                                                         | 0                                                         | 1        |
| 7.                                                        | Görögország (GRE)                                         | 1                                                         | 0                                                         | 0                                                         | 1        |
| 7.                                                        | Hollandia (NED)                                           | 1                                                         | 0                                                         | 0                                                         | 1        |
| 7.                                                        | Kanada (CAN)                                              | 1                                                         | 0                                                         | 0                                                         | 1        |
|                                                           |                                                           |                                                           |                                                           |                                                           |          |
| 12.                                                       | Brazília (BRA)                                            | 0                                                         | 2                                                         | 1                                                         | 3        |
| 13.                                                       | Kína (CHN)                                                | 0                                                         | 1                                                         | 4                                                         | 5        |
| 14.                                                       | Spanyolország (ESP)                                       | 0                                                         | 1                                                         | 0                                                         | 1        |
|                                                           |                                                           |                                                           |                                                           |                                                           |          |
| 15.                                                       | Bulgária (BUL)                                            | 0                                                         | 0                                                         | 1                                                         | 1        |
| 15.                                                       | Svájc (SUI)                                               | 0                                                         | 0                                                         | 1                                                         | 1        |
|                                                           |                                                           |                                                           |                                                           |                                                           |          |
| Összesen                                                  | Összesen                                                  | 18                                                        | 18                                                        | 18                                                        | 54       |

## Férfi

### Éremtáblázat
| A 2016. évi nyári olimpiai játékok éremtáblázata férfi tornában | A 2016. évi nyári olimpiai játékok éremtáblázata férfi tornában | A 2016. évi nyári olimpiai játékok éremtáblázata férfi tornában | A 2016. évi nyári olimpiai játékok éremtáblázata férfi tornában | A 2016. évi nyári olimpiai játékok éremtáblázata férfi tornában | Olimpia  |
| --------------------------------------------------------------- | --------------------------------------------------------------- | --------------------------------------------------------------- | --------------------------------------------------------------- | --------------------------------------------------------------- | -------- |
|                                                                 | Ország                                                          | Arany                                                           | Ezüst                                                           | Bronz                                                           | Összesen |
| 1.                                                              | Nagy-Britannia (GBR)                                            | 2                                                               | 1                                                               | 2                                                               | 5        |
| 2.                                                              | Japán (JPN)                                                     | 2                                                               | 0                                                               | 1                                                               | 3        |
| 3.                                                              | Ukrajna (UKR)                                                   | 1                                                               | 1                                                               | 0                                                               | 2        |
| 4.                                                              | Észak-Korea (PRK)                                               | 1                                                               | 0                                                               | 0                                                               | 1        |
| 4.                                                              | Fehéroroszország (BLR)                                          | 1                                                               | 0                                                               | 0                                                               | 1        |
| 4.                                                              | Görögország (GRE)                                               | 1                                                               | 0                                                               | 0                                                               | 1        |
| 4.                                                              | Németország (GER)                                               | 1                                                               | 0                                                               | 0                                                               | 1        |
|                                                                 |                                                                 |                                                                 |                                                                 |                                                                 |          |
| 8.                                                              | Oroszország (RUS)                                               | 0                                                               | 2                                                               | 2                                                               | 4        |
| 9.                                                              | Brazília (BRA)                                                  | 0                                                               | 2                                                               | 1                                                               | 3        |
| 9.                                                              | Egyesült Államok (USA)                                          | 0                                                               | 2                                                               | 1                                                               | 3        |
| 11.                                                             | Kína (CHN)                                                      | 0                                                               | 1                                                               | 2                                                               | 3        |
|                                                                 |                                                                 |                                                                 |                                                                 |                                                                 |          |
| Összesen                                                        | Összesen                                                        | 9                                                               | 9                                                               | 9                                                               | 27       |

### Érmesek
| A 2016. évi nyári olimpiai játékok érmesei férfi tornában |                                                                                             |         | |         | |         |
| Versenyszám                                               | Arany                                                                                       | Arany   | Ezüst | Ezüst   | Bronz | Bronz   |
| Gyűrű                                                     | Elefthériosz Petrúniasz · Görögország (GRE)                                                 | 16,000  | Arthur Zanetti · Brazília (BRA)                                                                                        | 15,766  | Gyenyisz Abljazin · Oroszország (RUS) | 15,700  |
| Korlát                                                    | Oleh Vernyajev · Ukrajna (UKR)                                                              | 16,041  | Danell Leyva · Egyesült Államok (USA)                                                                                  | 15,900  | David Beljavszkij · Oroszország (RUS) | 15,783  |
| Lólengés                                                  | Max Whitlock · Nagy-Britannia (GBR)                                                         | 15,966  | Louis Smith · Nagy-Britannia (GBR)                                                                                     | 15,833  | Alexander Naddour · Egyesült Államok (USA) | 15,700  |
| Nyújtó                                                    | Fabian Hambüchen · Németország (GER)                                                        | 15,766  | Danell Leyva · Egyesült Államok (USA)                                                                                  | 15,500  | Nile Wilson · Nagy-Britannia (GBR) | 15,466  |
| Talaj                                                     | Max Whitlock · Nagy-Britannia (GBR)                                                         | 15,633  | Diego Hypólito · Brazília (BRA)                                                                                        | 15,533  | Arthur Mariano · Brazília (BRA) | 15,433  |
| Ugrás                                                     | Ri Szegvang (Ri Se-gwang) · Észak-Korea (PRK)                                               | 15,691  | Gyenyisz Abljazin · Oroszország (RUS)                                                                                  | 15,516  | Sirai Kenzó · Japán (JPN) | 15,449  |
| Egyéni összetett                                          | Ucsimura Kóhei · Japán (JPN)                                                                | 92,365  | Oleh Vernyajev · Ukrajna (UKR)                                                                                         | 92,266  | Max Whitlock · Nagy-Britannia (GBR) | 90,641  |
| Csapat összetett                                          | Japán (JPN) · Sirai Kenzó · Tanaka Júszuke · Jamamuro Kódzsi · Ucsimura Kóhei · Kató Rjóhei | 274,094 | Oroszország (RUS) · Gyenyisz Abljazin · David Beljavszkij · Ivan Sztretovics · Nyikolaj Kukszenkov · Nyikita Nagornyij | 271,453 | Kína (CHN) · Teng Su-ti (Teng Su-ti) · Lin Csao-pan (Lin Chaopan) · Liu Jang (Liu Yang) · Ju Hao (You Hao) · Csang Cseng-lung (Zhang Chenglong) | 271,122 |

## Női

### Éremtáblázat
| A 2016. évi nyári olimpiai játékok éremtáblázata női tornában | A 2016. évi nyári olimpiai játékok éremtáblázata női tornában | A 2016. évi nyári olimpiai játékok éremtáblázata női tornában | A 2016. évi nyári olimpiai játékok éremtáblázata női tornában | A 2016. évi nyári olimpiai játékok éremtáblázata női tornában | Olimpia  |
| ------------------------------------------------------------- | ------------------------------------------------------------- | ------------------------------------------------------------- | ------------------------------------------------------------- | ------------------------------------------------------------- | -------- |
|                                                               | Ország                                                        | Arany                                                         | Ezüst                                                         | Bronz                                                         | Összesen |
| 1.                                                            | Egyesült Államok (USA)                                        | 4                                                             | 4                                                             | 1                                                             | 9        |
| 2.                                                            | Oroszország (RUS)                                             | 3                                                             | 3                                                             | 1                                                             | 7        |
| 3.                                                            | Hollandia (NED)                                               | 1                                                             | 0                                                             | 0                                                             | 1        |
| 3.                                                            | Kanada (CAN)                                                  | 1                                                             | 0                                                             | 0                                                             | 1        |
|                                                               |                                                               |                                                               |                                                               |                                                               |          |
| 5.                                                            | Nagy-Britannia (GBR)                                          | 0                                                             | 1                                                             | 1                                                             | 2        |
| 6.                                                            | Spanyolország (ESP)                                           | 0                                                             | 1                                                             | 0                                                             | 1        |
|                                                               |                                                               |                                                               |                                                               |                                                               |          |
| 7.                                                            | Kína (CHN)                                                    | 0                                                             | 0                                                             | 2                                                             | 2        |
| 8.                                                            | Bulgária (BUL)                                                | 0                                                             | 0                                                             | 1                                                             | 1        |
| 8.                                                            | Németország (GER)                                             | 0                                                             | 0                                                             | 1                                                             | 1        |
| 8.                                                            | Svájc (SUI)                                                   | 0                                                             | 0                                                             | 1                                                             | 1        |
| 8.                                                            | Ukrajna (UKR)                                                 | 0                                                             | 0                                                             | 1                                                             | 1        |
|                                                               |                                                               |                                                               |                                                               |                                                               |          |
| Összesen                                                      | Összesen                                                      | 9                                                             | 9                                                             | 9                                                             | 27       |

### Érmesek
| A 2016. évi nyári olimpiai játékok érmesei női tornában | |         | |         | |         |
| Versenyszám                                             | Arany | Arany   | Ezüst | Ezüst   | Bronz | Bronz   |
| Gerenda                                                 | Sanne Wevers · Hollandia (NED)                                                                                    | 15,466  | Laurie Hernandez · Egyesült Államok (USA)                                                                          | 15,333  | Simone Biles · Egyesült Államok (USA) | 14,733  |
| Felemás korlát                                          | Alija Musztafina · Oroszország (RUS)                                                                              | 15,900  | Madison Kocian · Egyesült Államok (USA)                                                                            | 15,833  | Sophie Scheder · Németország (GER) | 15,566  |
| Ugrás                                                   | Simone Biles · Egyesült Államok (USA)                                                                             | 15,966  | Marija Paszeka · Oroszország (RUS)                                                                                 | 15,253  | Giulia Steingruber · Svájc (SUI) | 15,216  |
| Talaj                                                   | Simone Biles · Egyesült Államok (USA)                                                                             | 15,966  | Alexandra Raisman · Egyesült Államok (USA)                                                                         | 15,500  | Amy Tinkler · Nagy-Britannia (GBR) | 14,933  |
| Egyéni összetett                                        | Simone Biles · Egyesült Államok (USA)                                                                             | 62,198  | Alexandra Raisman · Egyesült Államok (USA)                                                                         | 60,098  | Alija Musztafina · Oroszország (RUS) | 58,665  |
| Csapat összetett                                        | Egyesült Államok (USA) · Simone Biles · Gabrielle Douglas · Laurie Hernandez · Madison Kocian · Alexandra Raisman | 184,897 | Oroszország (RUS) · Angelina Melnyikova · Alija Musztafina · Marija Paszeka · Darja Szpiridonova · Szeda Tuthaljan | 176,688 | Kína (CHN) · Fan Ji-lin (Fan Yilin) · Mao Ji (Mao Yi) · Sang Csun-szung (Shang Chunsong) · Tan Csia-hszin (Tan Jiaxin) · Vang Jen (Wang Yan) | 176,003 |

## Ritmikus gimnasztika
| A 2016. évi nyári olimpiai játékok érmesei ritmikus gimnasztikában | |        | |        | |        |
| Versenyszám                                                        | Arany | Arany  | Ezüst | Ezüst  | Bronz | Bronz  |
| Egyéni                                                             | Margarita Mamun · Oroszország (RUS)                                                                                       | 76,483 | Jana Kudrjavceva · Oroszország (RUS)                                                                       | 75,608 | Hanna Rizatgyinova · Ukrajna (UKR)                                                                                     | 73,583 |
| Csapat                                                             | Oroszország (RUS) · Vera Biriukova · Anasztaszija Bliznyuk · Anastasia Maksimova · Anastasiia Tatareva · Maria Tolkacheva | 36,233 | Spanyolország (ESP) · Sandra Aguilar · Artemi Gavezou · Elena López · Lourdes Mohedano · Alejandra Quereda | 35,766 | Bulgária (BUL) · Reneta Kamberova · Lyubomira Kazanova · Mihaela Maevszka · Cvetelina Najdenova · Hrisztijana Todorova | 35,766 |

## Trambulin
| A 2016. évi nyári olimpiai játékok érmesei trambulinban |                                               |        |                                    |        |                                |        |
| Versenyszám                                             | Arany                                         | Arany  | Ezüst                              | Ezüst  | Bronz                          | Bronz  |
| Férfi                                                   | Uladzislau Hancharou · Fehéroroszország (BLR) | 61,745 | Tung Tung (Dong Dong) · Kína (CHN) | 60,535 | Kao Lej (Gao Lei) · Kína (CHN) | 60,175 |
| Női                                                     | Rosannagh MacLennan · Kanada (CAN)            | 56,465 | Bryony Page · Nagy-Britannia (GBR) | 56,040 | Li Tan (Li Dan) · Kína (CHN)   | 55,885 |

## Kvalifikáció
A 2016-os olimpián 324 tornász indulhat. Szertornában 196-an, ritmikus gimnasztikában 96-an, trambulinban 32-en.

### Szertorna
Egy ország maximum 5-5 férfi és női versenyzőt indíthat. A versenyre 1998. december 31. előtt született férfiak és 2000. december 31. előtt született nők nevezhetőek.

#### Csapat
Az olimpián 16-16 csapat indulhat.
Az első kvalifikációs verseny a 2014-es tornász-világbajnokság. Innen az első 24-24 csapat kerül a 2015-ös tornász-világbajnokság mezőnyébe. A 2015-ös vb első nyolc-nyolc csapata kvótát szerez az olimpiára. A 2016-os olimpiai tesztversenyről további 4-4 ország kap indulási jogot.

#### Egyéni
A 2015-ös tornász-világbajnokságon legfeljebb 30 (18 férfi, 12 nő) tornász kaphat név szerinti indulási jogot, az egyéni versenyek érmesei közül. Csak azok kapnak ebben a szakaszban kvótát, akiknek a csapata nem indulhat az olimpián.
A 2016-os olimpiai tesztversenyről legalább 42 (18, 24) sportoló jut ki az olimpiára. Egy ország nemenként maximum 1-1 kvótát kaphat. Csapatban kvalifikált vagy egyéni világbajnoki érmes versenyzővel rendelkező ország nem szerezhet kvótát.
A rendező ország -amennyiben nem szerzett egyéni indulási jogot- egy-egy férfi és női versenyzőt indíthat.

### Ritmikus gimnasztika
Egy ország maximum 7 (csapat 5, egyéni maximum 2) versenyzőt indíthat. A versenyre 2000. december 31. előtt született sportolók nevezhetőek.

#### Csapat
Az olimpián 14 csapat indulhat.
Az eső kvalifikációs verseny a 2014-es világbajnokság. Innen az első 24 csapat kerül a 2015-ös világbajnokság mezőnyébe. A 2015-ös vb-n 10 csapat szerez kvótát az olimpiára. A világbajnokság első nyolc helyezettje, valamint a csapat kvótával nem rendelkező kontinensek legjobb két válogatottja.
A 2016-os olimpiai tesztversenyről 3 ország kap indulási jogot. További egy hely jár a rendező ország részére. Amennyiben Brazília már kvalifikálta magát, akkor a tesztverseny negyedik helyezettje is indulhat az olimpián.

#### Egyéni
A 2015-ös világbajnokság egyéni összetett versenyében 15 sportoló szerez kvótát. A 2016-os olimpiai tesztversenyről hat versenyző kap olimpiai indulási jogot. A kontinensek megfelelő képviseletének érdekében további három kvótát osztanak ki.

### Trambulin
Egy ország maximum 2-2 férfi és női versenyzőt indíthat. A versenyre 1998. december 31. előtt született sportolók nevezhetőek.
A 2015-ös világbajnokság egyéni összetett versenyében 8-8 sportoló szerez kvótát. A 2016-os olimpiai tesztversenyről 5-5 versenyző kap olimpiai indulási jogot. A kontinensek megfelelő képviseletének érdekében további kvótákat osztanak ki.